# Барятинский, Анатолий Владимирович
Князь Анато́лий Влади́мирович Баря́тинский (7 августа 1871 — 17 марта 1924, Ментона) — русский генерал-майор, герой русско-японской и Первой мировой войн.

## Биография
Из потомственных дворян Курской губернии. Сын генерал-адъютанта князя Владимира Анатольевича Барятинского от брака его с графиней Надеждой Александровной Стенбок-Фермор. Крещен 26 августа 1871 года в  церкви Царскосельского дворца при восприемстве деда князя А. И. Барятинского и бабушки Н. А. Стенбок-Фермор.
Воспитывался в Пажеском корпусе, откуда в 1890 году был выпущен подпоручиком в лейб-гвардии 4-й стрелковый Императорской фамилии батальон. Произведен в поручики 30 августа 1894 года, в штабс-капитаны — 9 апреля 1900 года. В 1896 году был назначен флигель-адъютантом. 30 июля 1901 года вышел в запас гвардейской пехоты, а 17 ноября того же года был уволен в отставку.
С началом русско-японской войны, 24 мая 1904 года определен в 11-й Восточно-Сибирский стрелковый полк, с переименованием в капитаны. Удостоен ордена Св. Георгия 4-й степени
За доблестный подвиг мужества и храбрости, выказанный им 17 августа 1904 года близ деревни Мындяфан, при отражении атак неприятеля.
31 декабря 1905 года назначен состоять по Военному министерству, а 31 октября 1906 года переведен в 11-й Восточно-Сибирский стрелковый полк. Произведен в подполковники 27 февраля 1908 года «за боевые отличия», в полковники — 16 февраля 1910 года «за отличие по службе». С 24 мая 1910 года назначен в распоряжение туркестанского генерал-губернатора, с 21 апреля 1912 года — в распоряжение командующего войсками Киевского военного округа. 18 июля 1914 года назначен командиром 130-го пехотного Херсонского полка.
С началом Первой мировой войны, 27 июля 1914 года назначен исправляющим должность генерала для поручений при главнокомандующем армиями Юго-Западного фронта. С 18 августа назначен временно командовать бригадой 58-й пехотной дивизии. Пожалован Георгиевским оружием
За то, что в бою под Магеровым 25 августа 1914 года, временно командуя бригадой 58-й пехотной дивизии, в лесу у Бялы-Плясково, под сильным и губительным огнём противника лично выдвинул вперед приведенный в замешательство полк, чем способствовал успеху боя.
С 12 сентября 1914 года назначен и. д. генерала для поручений при командующем 3-й армии, а 27 сентября произведен в генерал-майоры «за боевые отличия», с зачислением в Свиту Его Императорского Величества и с утверждением в должности. С 12 ноября 1914 года назначен в распоряжение главнокомандующего армиями Юго-Западного фронта. 30 декабря 1915 года назначен командиром 2-й бригады Гвардейской стрелковой дивизии. На 24 апреля 1917 года — в резерве чинов при штабе Киевского военного округа.
После революции эмигрировал во Францию. Скончался в Ментоне. Похоронен на кладбище Трабуке.

## Награды

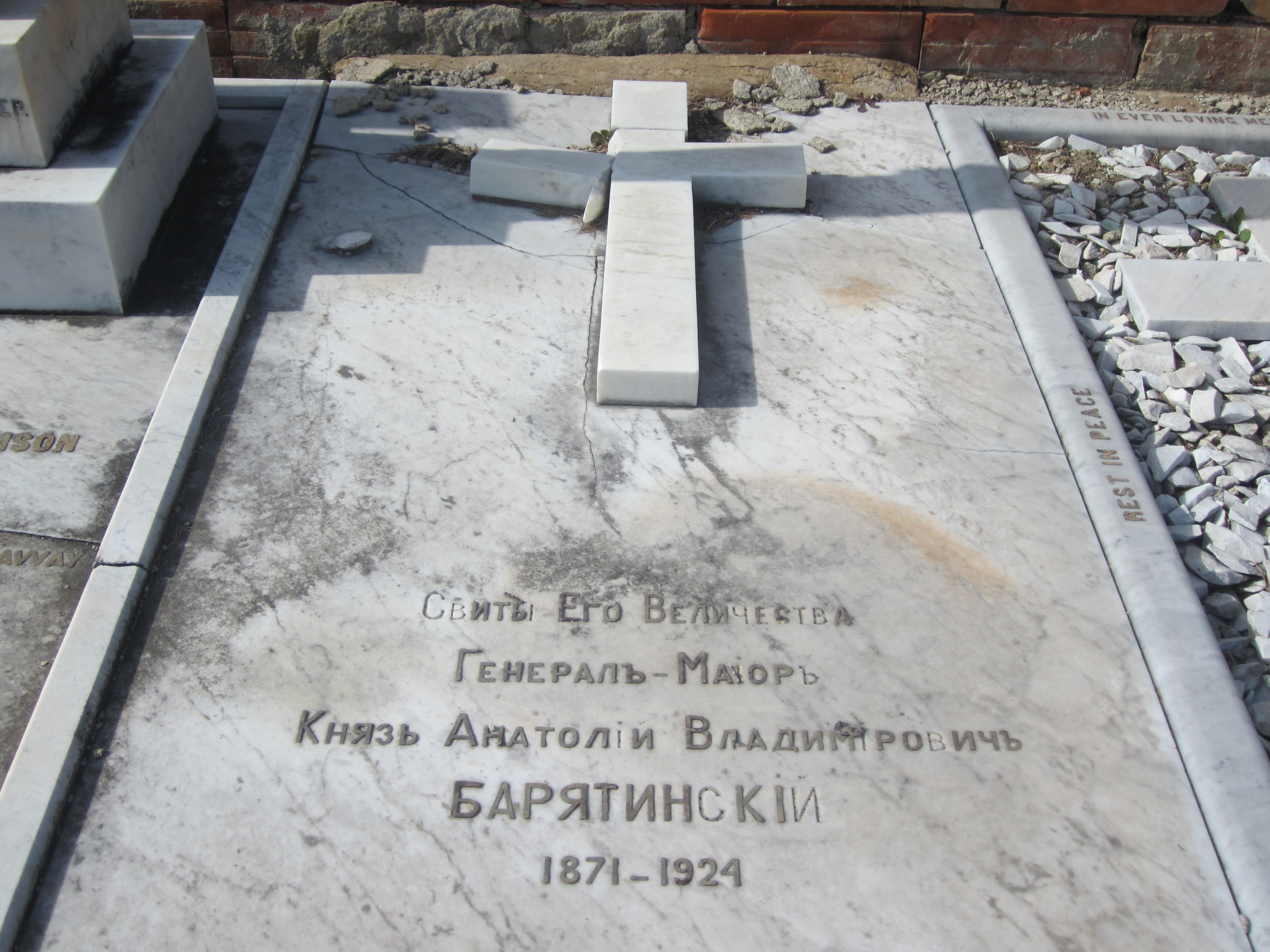
Могила князя Барятинского на кладбище Трабуке

- Орден Святой Анны 3-й ст. с мечами и бантом (ВП 12.06.1905)
- Орден Святого Станислава 2-й ст. с мечами (ВП 18.02.1907)
- Орден Святого Георгия 4-й ст. (ВП 19.09.1907)
- Орден Святой Анны 2-й ст. (1911)
- Георгиевское оружие (ВП 9.03.1915)
- Орден Святого Владимира 3-й ст. «за отлично-усердную службу и труды, понесенные во время военных действий» (ВП 18.03.1915)
- Орден Святого Станислава 1-й ст. с мечами (ВП 22.08.1915)
- Орден Святой Анны 1-й ст. «за отлично-усердную службу и труды, понесенные во время военных действий» (ВП 17.11.1915)
- Орден Святого Владимира 2-й ст. с мечами (ВП 26.11.1916)

## Семья
Жена (с 17 августа 1894 года) — Мария Сергеевна Башмакова (1871—16.12.1933), дочь Сергея Дмитриевича Башмакова (1831—1877) от брака его с Варварой Карловной Шмидт (1841—1873); внучка таврического предводителя дворянства Д. Е. Башмакова. Первым мужем Марии Ивановны был Алексей Владимирович Свечин, с которым она развелась, чтобы стать женой Барятинского. Автор интересных воспоминаний «Моя русская жизнь». Умерла в  эмиграции в Париже.
Их единственная дочь, Мария Анатольевна (30.09.1903—1937), родилась в Берлине, крещена 26 октября 1903 года в церкви князя Владимирского при русском посольстве при восприемстве великого князя Кирилла Владимировича и бабушки княгини Н. А. Барятинской.